# Spar (supermarkt)
Spar (marketingnaam SPAR) is een internationale keten van supermarkten, opgericht in Zegwaart in 1932 door Adriaan van Well. In oorsprong luidde het motto van de organisatie: Door Eendrachtig Samenwerken Profiteren Allen Regelmatig’, waaruit het acroniem SPAR is ontstaan, later ten gevolge van het toetreden tot de internationale markt verkort tot SPAR. Bij Spar aangesloten kruideniers behielden hun zelfstandigheid, ze profiteerden van de gezamenlijke inkoop en reclame. 
Vijf jaar na de oprichting hadden zich dertien groothandels en 2200 winkeliers zich bij de organisatie aangesloten. Ook buitenlandse winkeliers namen kennis van dit concept en sloten zich aan. Hiervoor werd naast SPAR-Nederland SPAR-International opgericht, eveneens ondergebracht in het hoofdkantoor te Amsterdam. 
Spar had in 2020 vestigingen in 48 landen en een gezamenlijke omzet van € 39,8 miljard via ruim 13.500 winkels. Daarmee is het een van de grotere supermarktketens ter wereld.
Het sinds 1968 gebruikte logo is een restyling door de industriële ontwerper Raymond Loewy.

## Nederland
In 2025 bestonden er 419 winkels van Spar in Nederland. Hierbij worden via vijf formules verschillende doelgroepen bediend: de buurtwinkels en stedelijke winkels (SPAR city) voor de dagelijkse boodschappen, de recreatiewinkels (SPAR enjoy), de universiteitswinkels (SPAR university) op de universiteitscampus, en winkels bij tankstations (SPAR express). Ook behoren sinds 1 januari 2019 de kleinere winkels van Attent en ook neutrale winkels tot Spar Holding B.V. In Nederland is Spar voor 45% van Coöperatie PLUS U.A. en voor 45% van Sligro Food Group, de overige 10% van de aandelen is in eigendom van de zelfstandige Spar-ondernemers. Spar is aangesloten bij de inkoopvereniging Superunie.
De Rijksoverheid verklaarde zich in 2013 bereid Sparwinkels in buurten die door krimp onder druk staan te helpen, door het bij elkaar brengen van publieke en private partijen die er voor kunnen zorgen dat voorzieningen op peil blijven.
In de jaren 2020 is SPAR in Nederland een andere route ingeslagen. SPAR wil "koning van het gemak" zijn. Daarvoor opent SPAR gemakswinkels gericht op directe consumptie of consumptie binnen 24 uur. Er is een groot versaanbod en de klant ziet de producten ter plaatse bereid worden. Ook de (soms wat verouderde) buurtwinkels zijn gemoderniseerd met veel artikelen voor directe consumptie.
In 2024 introduceert SPAR het merk "Foodclub". Dit merk fungeert als een overkoepelende term voor alle vers bereide producten die naast het reguliere supermarktassortiment in de winkel beschikbaar zijn. Op 6 november 2024 is de 100ste SPAR locatie met Foodclub geopent in Giesbeek. 
Het merk "Foodclub" omvat verschillende onderdelen. Winkels die het merk mogen voeren bieden een breed assortiment aan voorzieningen, waaronder vers belegde broodjes, verse pizza's, panini's, pasta's en koude smoothies. Deze winkels zijn uitgerust met een speedoven, waardoor artikelen binnen twee minuten kunnen worden opgewarmd.

## België

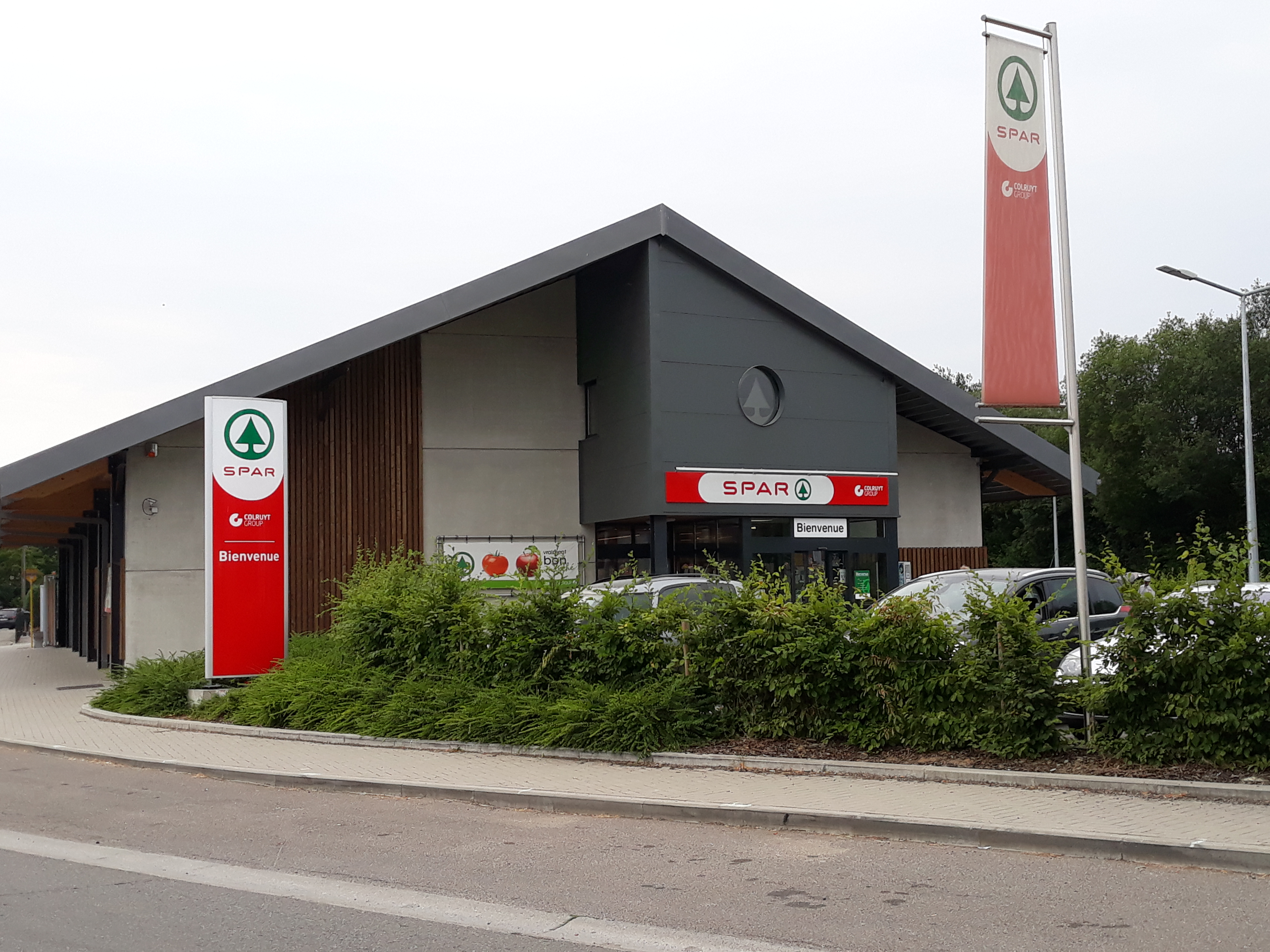
Spar Colruyt Group in Clavier

In België wordt het merk Spar door twee licentiehouders gebruikt. Sinds 1985 is Lambrechts N.V. licentiehouder van het Spar-logo voor België dat een netwerk van Spar- en Spar express-buurtwinkels overkoepelt, uitgebaat door zelfstandige ondernemers.
Echter, in 2003 is er een tweede vennootschap bij gekomen met een eigen netwerk van Spar Colruyt Group-buurtwinkels in België en Luxemburg, namelijk Colruyt, via haar huidige dochtervennootschap Retail Partners Colruyt Group NV. Colruyt wilde hiermee zijn positie versterken bij de kleinere supermarktformules, waar concurrenten Delhaize en Carrefour een voorsprong hadden uitgebouwd. De keten is bekend om zijn 'laagste prijzen'-politiek.
De andere licentiehouder, Lambrechts NV, is niet gelinkt aan Colruyt, noch aan haar laagsteprijzenpolitiek. Anno 2021 heeft Lambrechts NV een honderdtal Sparwinkels in licentie.
Dit betekent dat in één gemeente twee verschillende Sparwinkels kunnen bestaan, één onder de Colruytkoepel en één onder een zelfstandig concept. Voor de consument is het verschil aan de buitenzijde van een Spar-supermarkt behorend tot de ene of de andere licentiehouder beter zichtbaar geworden door de vernieuwingswerken die Colruyt uitvoerde aan haar winkels in 2017.

## Rest van de wereld

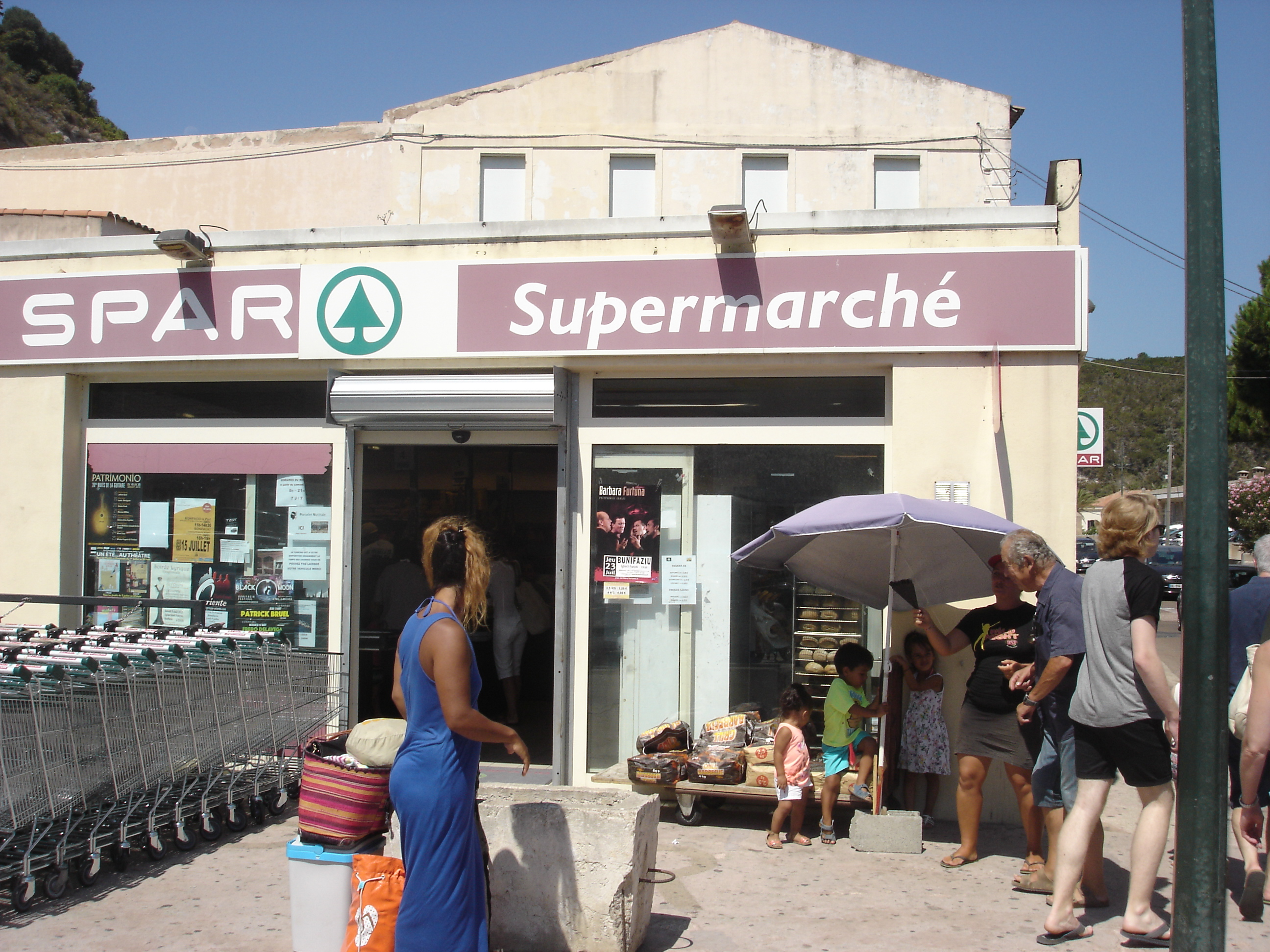
Spar-supermarkt in Frankrijk

In China, in de stad Weihai werd een eerste winkel geopend in 2005, met een oppervlakte van 8000 vierkante meter (een winkel in Nederland is gemiddeld ongeveer 250 m²). In Oostenrijk, Hongarije, Slovenië, Kroatië en Tsjechië heeft Spar naast supermarkten ook een sportwinkelketen onder de naam Hervis. In een aantal landen (waaronder Oostenrijk) vindt men ook EUROSPAR- en INTERSPAR-winkels. EUROSPAR-winkels hebben een verkoopvloeroppervlak van 1.000–2.500 m². INTERSPAR winkels zijn te rekenen tot de hypermarkten. Ze hebben een verkoopvloeroppervlak van 2.500–6.000 m² en een assortiment van ca. 45.000 artikelen, waarvan ca. 20.000 food-artikelen.
In 2020 zijn er ruim 13.500 SPAR-winkels in 48 landen. Er werken in totaal 410.000 medewerkers.
| Land                         | Jaar van intrede | Vestigingen | Omzet (x1000 €) | Tot. oppervlakte (m²) | Gem. oppervlakte m²/vestiging | Opmerking                                                                       |
| ---------------------------- | ---------------- | ----------- | --------------- | --------------------- | ----------------------------- | ------------------------------------------------------------------------------- |
| Nederland                    | 1932             | 453         | 828.611         | 113.121               | 250                           |                                                                                 |
| België                       | 1947             | 316         | 1.231.455       | 159.076               | 503                           |                                                                                 |
| Duitsland                    | 1953             | 441         | 178.612         | 33.174                | 75                            |                                                                                 |
| Denemarken                   | 1954             | 130         | 533.890         | 79.053                | 608                           |                                                                                 |
| Oostenrijk                   | 1954             | 1.519       | 8.307.840       | 1.202.031             | 791                           |                                                                                 |
| Frankrijk                    | 1955             | 877         | 1.114.508       | 232.020               | 265                           |                                                                                 |
| Verenigd Koninkrijk          | 1956             | 2.530       | 3.729.601       | 409.366               | 162                           |                                                                                 |
| Italië                       | 1959             | 1.399       | 3.919.488       | 808.325               | 578                           |                                                                                 |
| Spanje                       | 1959             | 1.255       | 1.720.627       | 515.568               | 411                           |                                                                                 |
| Ierland                      | 1963             | 452         | 1.465.518       | 118.683               | 263                           |                                                                                 |
| Zuid-Afrika                  | 1963             | 886         | 5.222.770       | 1.027.072             | 1.159                         |                                                                                 |
| Zimbabwe                     | 1969             | 38          | 87.379          | 28.430                | 748                           |                                                                                 |
| Noorwegen                    | 1984             | 295         | 1.721.849       | 192.820               | 654                           |                                                                                 |
| Zwitserland                  | 1989             | 192         | 553.999         | 70.508                | 367                           |                                                                                 |
| Hongarije                    | 1992             | 588         | 2.268.983       | 431.923               | 735                           |                                                                                 |
| Slovenië                     | 1992             | 126         | 917.569         | 170.108               | 1.350                         |                                                                                 |
| Australië                    | 1994             | 121         | 222.470         | 36.973                | 306                           |                                                                                 |
| Polen                        | 1995             | 215         | 320.545         | 93.003                | 433                           |                                                                                 |
| Rusland                      | 2000             | 395         | 1.726.728       | 280.401               | 710                           |                                                                                 |
| Oekraïne                     | 2001             | 59          | 39.403          | 13.370                | 227                           |                                                                                 |
| Zambia                       | 2003             | 4           | 8.164           | 5.429                 | 1.357                         |                                                                                 |
| Botswana                     | 2004             | 35          | 208.977         | 36.499                | 1.043                         |                                                                                 |
| China                        | 2004             | 360         | 1.553.134       | 801.705               | 2.227                         |                                                                                 |
| Kroatië                      | 2004             | 118         | 733.009         | 164.343               | 1.393                         |                                                                                 |
| Namibië                      | 2004             | 30          | 157.416         | 32.762                | 1.092                         |                                                                                 |
| Portugal                     | 2006             | 140         | 112.491         | 34.760                | 248                           |                                                                                 |
| Nigeria                      | 2009             | 14          | 126.244         | 47.545                | 3.396                         |                                                                                 |
| Verenigde Arabische Emiraten | 2011             | 20          | 152.422         | 31.985                | 1.599                         |                                                                                 |
| Mozambique                   | 2012             | 12          | 89.025          | 21.355                | 1.780                         |                                                                                 |
| Azerbeidzjan                 | 2014             | 12          | 30.251          | 6.138                 | 512                           |                                                                                 |
| Georgië                      | 2014             | 272         | 110.646         | 36.839                | 135                           |                                                                                 |
| India                        | 2014             | 24          | 77.636          | 101.224               | 4.218                         |                                                                                 |
| Kameroen                     | 2014             | 8           | 19.247          | 4.820                 | 603                           |                                                                                 |
| Malawi                       | 2014             | 7           | 10.415          | 6.805                 | 972                           |                                                                                 |
| Oman                         | 2014             | 25          | 38.311          | 12.331                | 493                           |                                                                                 |
| Qatar                        | 2015             | 3           | 46.707          | 5.796                 | 1.932                         |                                                                                 |
| Seychellen                   | 2015             | 2           | 6.492           | 1.272                 | 663                           |                                                                                 |
| Albanië                      | 2016             | 60          | 62.386          | 31.298                | 522                           |                                                                                 |
| Malta                        | 2016             | 4           | 14.636          | 3.500                 | 875                           |                                                                                 |
| Saoedi-Arabië                | 2016             | 11          | 52.979          | 19.008                | 1.728                         |                                                                                 |
| Wit-Rusland                  | 2016             | 6           | 26.298          | 3.591                 | 599                           |                                                                                 |
| Cyprus                       | 2017             | 3           | 11.401          | 2.500                 | 833                           |                                                                                 |
| Pakistan                     | 2017             | 3           | 9.871           | 2.720                 | 907                           |                                                                                 |
| Sri Lanka                    | 2017             | 6           | 16.939          | 4.350                 | 725                           |                                                                                 |
| Griekenland                  | 2018             | 32          | 52.364          | 15.832                | 495                           |                                                                                 |
| Kosovo                       | 2019             | 10          | 6.184           | 2.793                 | 698                           |                                                                                 |
| Ghana                        | 2020             | 10          | N.b.            | 6.209                 | 621                           |                                                                                 |
| Iran                         | 2020             | 0           | N.b.            | N.b.                  | N.b.                          | Spar teruggetrokken in 2024                                                     |
| Kazachstan                   | 2022             | 7           |                 |                       |                               |                                                                                 |
| Armenië                      | 2019             | 0-1         |                 |                       |                               | 1 vestiging geopend in Jerevan (2019). Onbekend is of de vestiging nog open is. |
| Totaal                       |                  | 13.514      | 39.845.472      | 7.458.154             | 552                           |                                                                                 |

## Merken
- SPAR University: kleine supermarkten op Nederlandse universiteiten, met een volledig "self-checkout systeem". Dit merk ligt in handen van één ondernemer.
- EuroSpar (Europa) en SuperSpar (Afrika): dit zijn middelgrote supermarkten. Ze zijn ontworpen om te passen in de niche tussen de buurtwinkels en de traditionele supermarkten.
- InterSpar: dit zijn hypermarkten
- Spar Express (KwikSpar in Afrika): dit is het kleinste winkeltype. Ze zijn ontworpen voor kleinere locaties en tankstations

## De naam

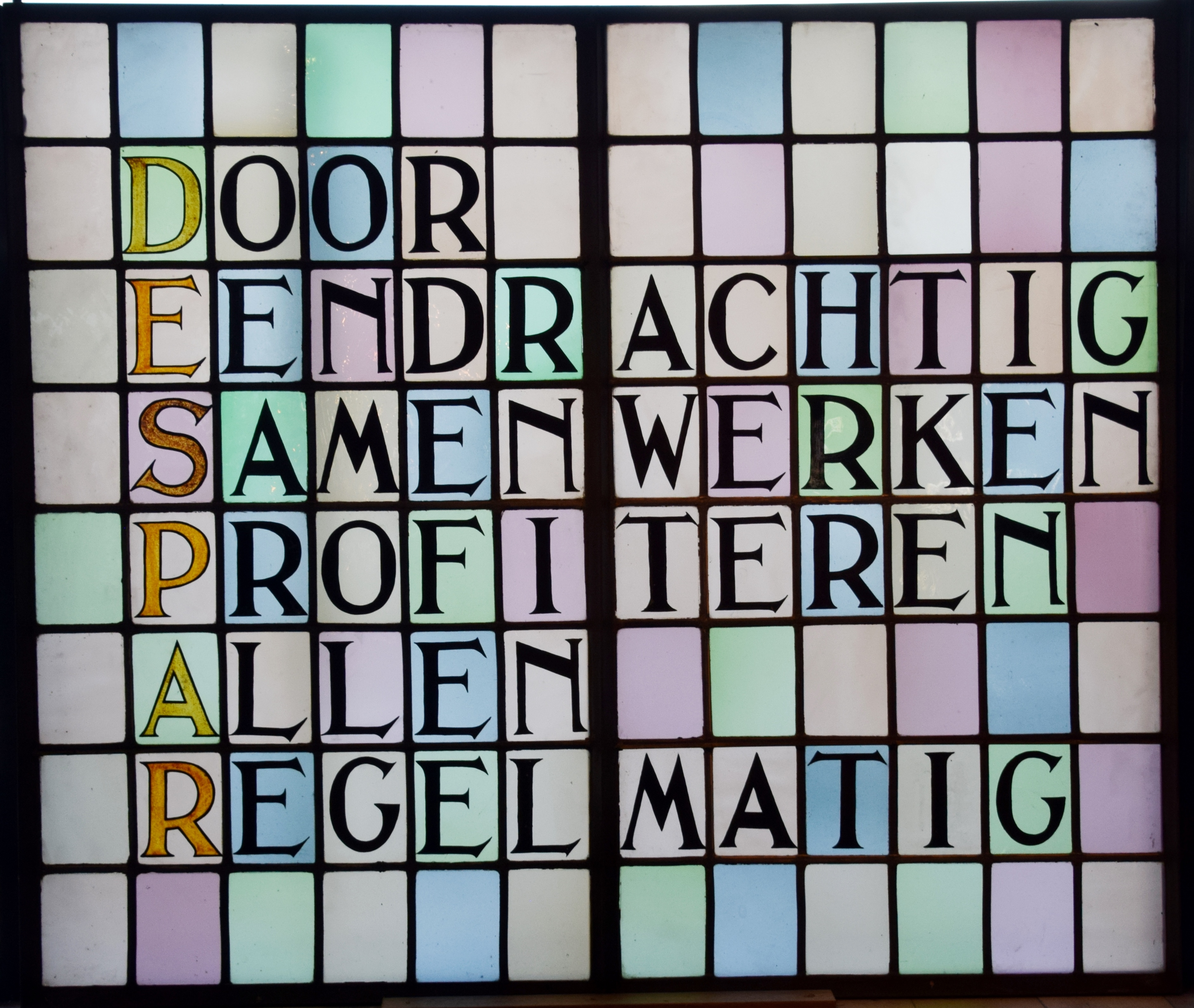
Glas-in-loodraam met daarop het motto van de supermarktketen.

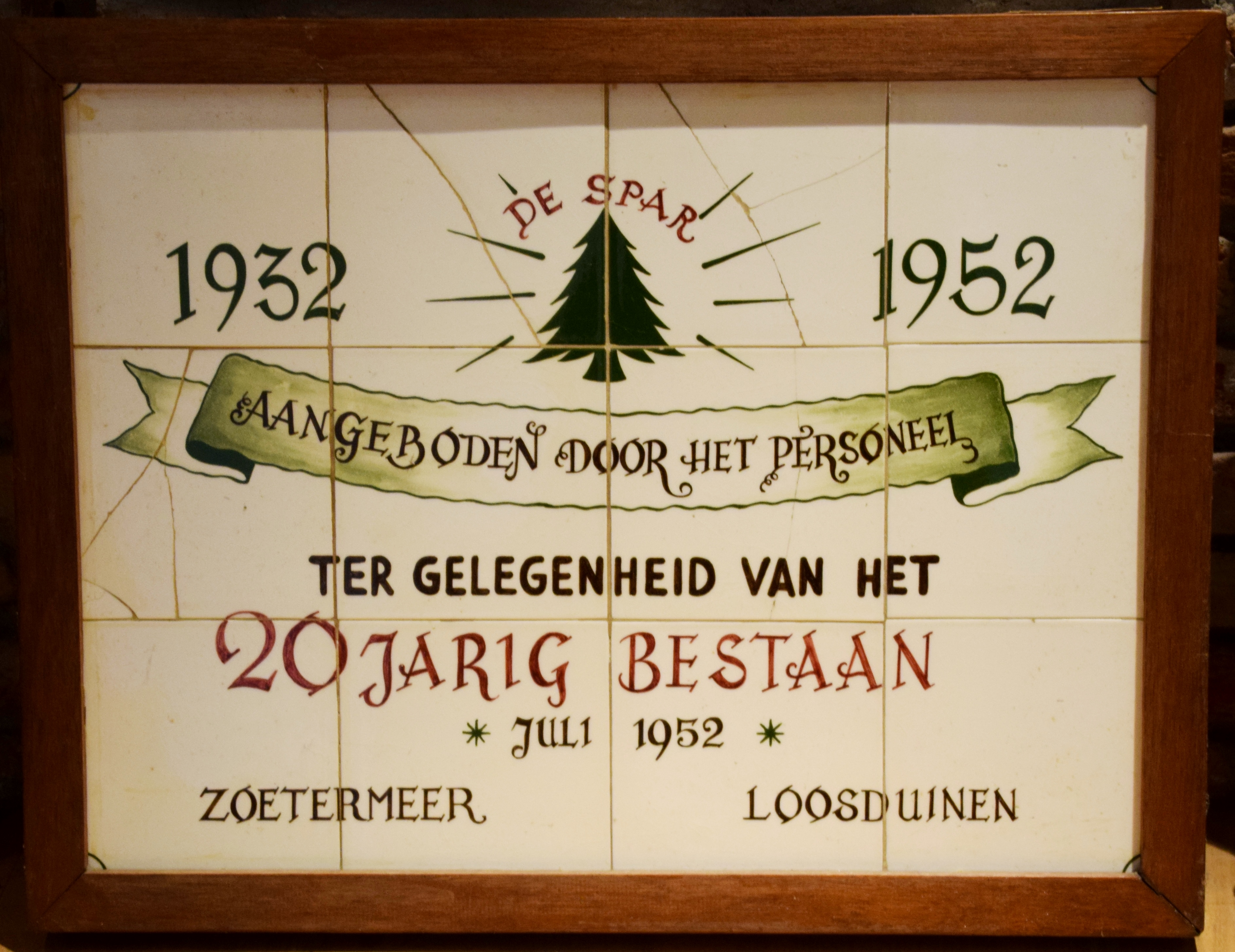

De Spar is een afkorting van het motto "Door Eendrachtig Samenwerken Profiteren Allen Regelmatig". Het lidwoord was een essentieel onderdeel van de naam. Men nam ook wel eens aan dat de naam "De Spar" willekeurig was gekozen, omdat de oprichter Van Well een spar had getekend op de notulen van de oprichtingsvergadering, of om een andere reden, en in dat geval heeft men het motto bij de naam bedacht, een backroniem.
Toen er in Duitsland Spar-winkels kwamen is het woordje "De" vervallen. In sommige landen, onder meer in Italië, is men de naam DeSpar blijven gebruiken.
In het Duits denkt men bij de naam Spar aan sparen. Toch gebruikt de keten daar hetzelfde logo met een groen omcirkelde spar (die in het Duits Tanne heet). Het huidige logo is in 1968 ontworpen door Raymond Loewy.
Bij sommige winkels is een slijterij met de naam Le Sapin. Dat is de Franse vertaling van De Spar.

## Trivia
- Op 16 mei 2009 is op de plaats van het ontstaan van Spar (Dorpsstraat, Zoetermeer) op initiatief van de bewoners een kunstwerk gekomen ter herinnering aan de start van SPAR. Het kunstwerk is gemaakt door Vera Zegerman en is te zien in het portiek naast huisnummer 178.
- Elk jaar wordt in de maand februari een SPAR-ondernemersbeurs gehouden.
- Pé Daalemmer & Rooie Rinus hadden het in hun liedjes regelmatig over "pinda's van de SPAR".
- The Undertones doen boodschappen bij SPAR (in het nummer Mars Bars).
- In Leiderdorp is het SPAR-museum gevestigd.[10]
- Voor de Tweede Wereldoorlog werd Frederik (Frits) Hanf directeur bij de Spar. Samen met zijn broer Bob Hanf waren ze aan het nadenken voor het logo en hoe ze uiteindelijk kwamen op de slogan “Kopen bij de Spar is sparen bij de koop”. In 1940 werd Frits ontslagen als directeur, omdat hij Joods was.